# 江川・鴨島公園
江川・鴨島公園（えがわ・かもじまこうえん）は、徳島県吉野川市鴨島町にある公園｡
旧鴨島町内では最大級の公園である。

## 概要
吉野川市鴨島町のほぼ中心にあり、サクラの名所としてとても有名。200本以上のソメイヨシノや、樹齢120年を超える巨木がある｡また、公園内には「カッパの通り」「ほたる通り」「昔話通り」（通りにある石碑にタッチすると昔話が音声として流れる）があるほか、うまく時間が合えば噴水を見ることができる（夜にはライトアップが行われる）。
3月下旬から4月上旬には桜祭りが開催される。
- 所在地：徳島県吉野川市鴨島町甲1-3
- 面積：27,000m2(鴨島の今と昔より引用)

## 交通
- 四国旅客鉄道（JR四国）徳島線 鴨島駅より徒歩約10分。

## 周辺

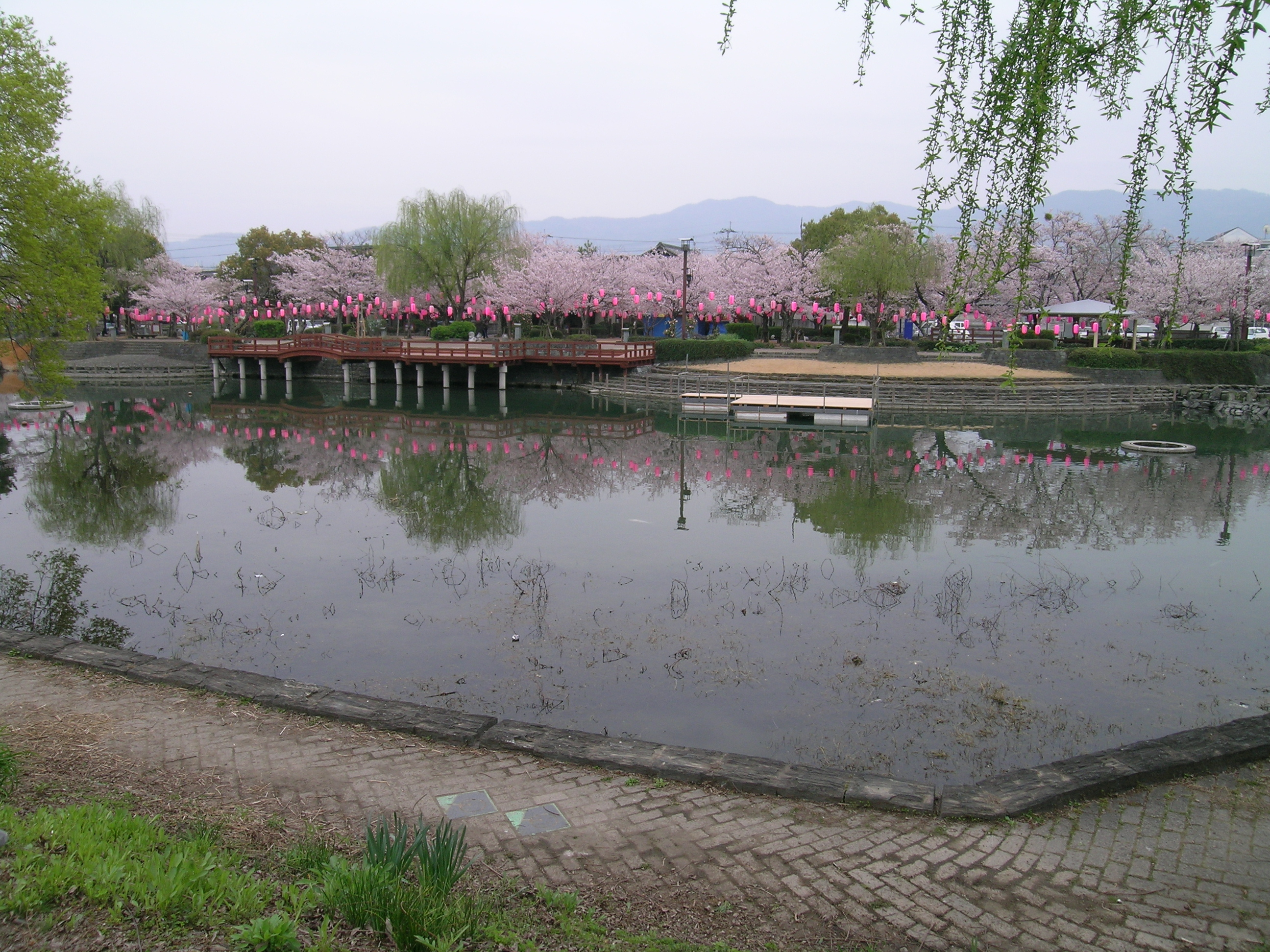
江川の対岸より見る

- JR徳島線 鴨島駅・西麻植駅
- 吉野川市立中央武道館
- 鴨島公民館
- 吉野川市立鴨島小学校
- 鴨島自動車学校
- 江川
- 国道192号
- 国道318号